# Южно-Сахалинск (аэропорт)
Аэропорт Южно-Сахалинск имени Антона Чехова или Хомутово (IATA: UUS, ICAO: UHSS) — международный аэропорт федерального значения Южно-Сахалинска, расположенный в десяти километрах от центра города, в планировочном районе Южно-Сахалинска Хомутово. Аэропорт является крупнейшим в Сахалинской области. Оператор — АО «Аэропорт Южно-Сахалинск».

## История

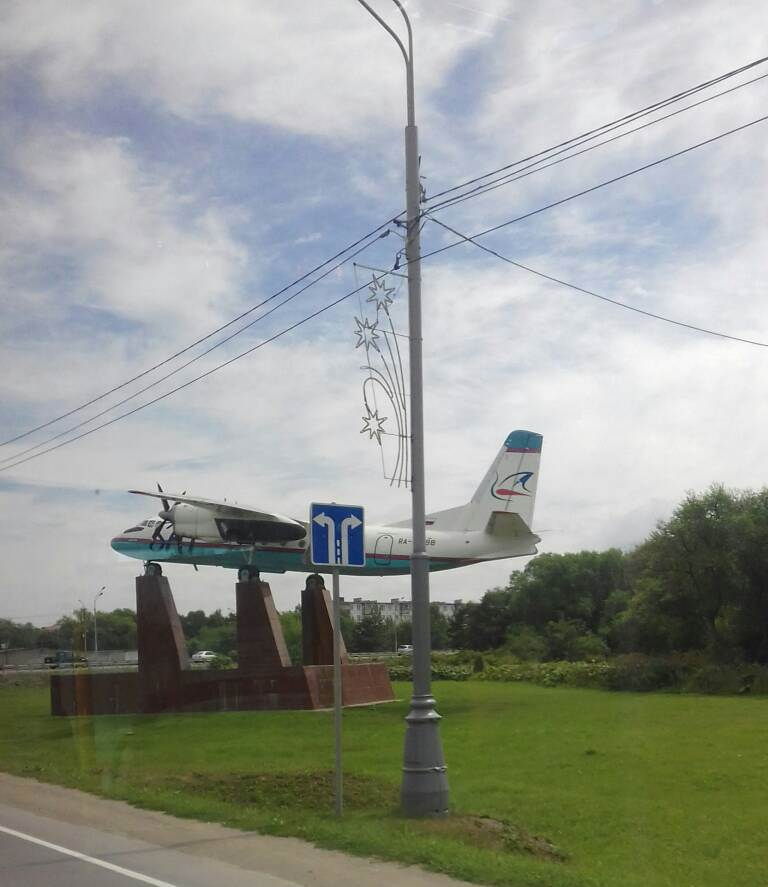
Самолёт Ан-24 на постаменте при подъезду к аэропорту

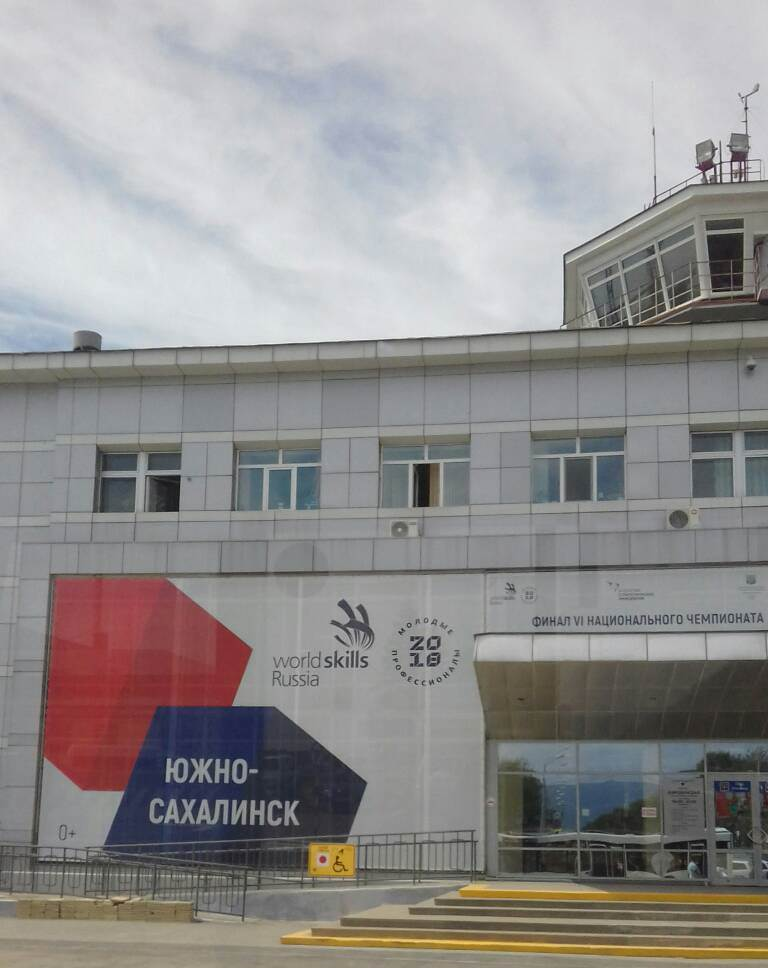
У главного входа в здание аэропорта

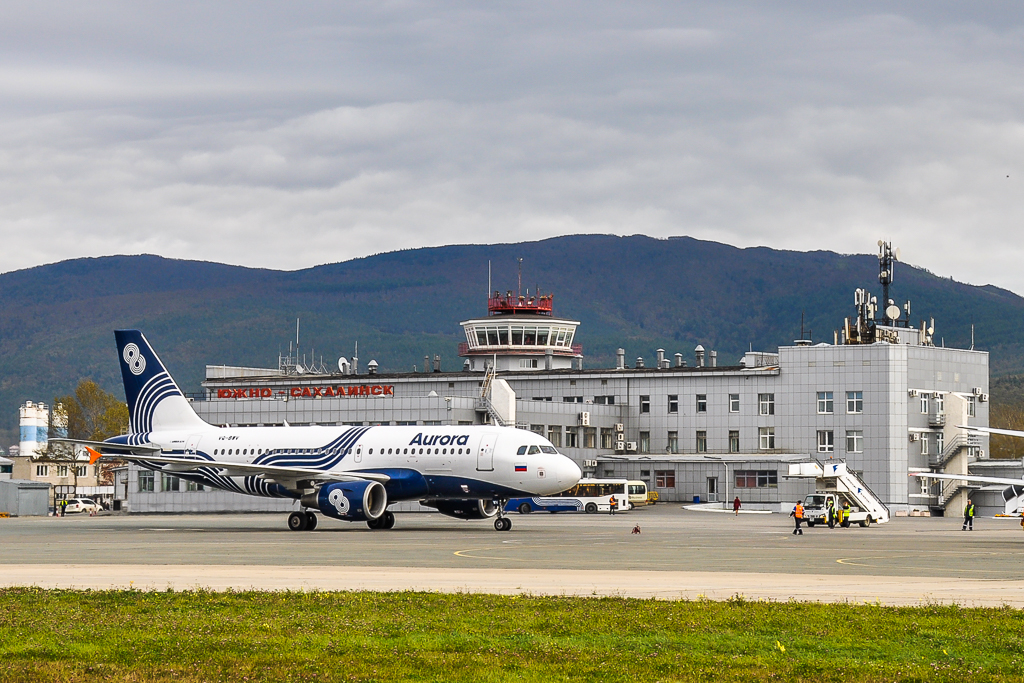
Аэропорт «Южно-Сахалинск»

История аэропорта началась в 1945 году. После освобождения Южного Сахалина и Курильских островов от японских войск в регионе начала развиваться гражданская авиация. В октябре 1945 года начались регулярные перелёты из Хабаровска в Южно-Сахалинск.
В июле 1946 года на аэродроме были размещены авиационные полки 296-й Хинганской истребительной авиационной дивизии и 96-й штурмовой авиационной Амурской дивизии, после чего аэропорт стал аэродромом совместного базирования. Полки дивизии выполняли задачи ПВО и размещались здесь до июня 1960 года.
Во второй половине 1950-х годов в авиационный отряд ГВФ поступают самолёты Ил-14, совершавшие рейсы в Хабаровск, Оху, Кировское и другие города. Также поступили вертолёты Ми-1 и Ми-4.
В 1964 году был введён в строй Хомутовский аэродром, что значительно расширило возможности авиаперевозок. Появилась возможность принимать самолёты Ан-10 и Ил-18 — их использование в регулярных рейсах позволило значительно сократить время перелёта на материк. 5 ноября 1965 года введено в эксплуатацию новое здание аэровокзала, рассчитанное изначально на приём 400 пассажиров в час. На следующий день на митинге в честь открытия выступили бригадир комплексной бригады строителей А. И. Лактионов, начальник Дальневосточного управления министерства гражданской авиации Б. Г. Езерский, начальник аэропорта Н. М. Гурарий, второй секретарь Сахалинского обкома КПСС А. В. Шевцов и председатель Южно-Сахалинского горисполкома В. А. Захаров.
В 1970-х годах и первой половине 1980-х годов парк воздушных судов авиаотряда включал в себя самолёты Ан-2, Ан-24, Ил-14, вертолёты Ми-1, Ми-2, Ми-4, Ми-8.
В 1985 году аэродром был подготовлен для приёма самолётов Ту-154.
В 1990 году аэропорт стал международным.
В 2013 году в аэропорту сменилась форма собственности на ОАО «Аэропорт Южно-Сахалинск».
В 2017 году началось строительство аэровокзального комплекса Южно-Сахалинск. Закончить строительство планировалось в 2019 году .
31 мая 2019 года аэропорту присвоили имя Антона Чехова.
В 2023 году закончилось строительство нового аэровокзального комплекса, который открылся 7 августа того же года.
В 2025 году аэропорт попал в топ 20 самых удобных аэропортов в России, заняв 9 место по версии Forbes.

## Показатели деятельности
Количество обслуженных пассажиров в 2018 году — 1,065 млн человек, в 2017 году — 985,2 тысяч человек. В 2015 — 849,1 тыс. человек (в 2008 — 663 тыс.; в 2006 показатель был равен 581 тыс.).
| год                         | 2008 | 2009  | 2010  | 2011  | 2012  | 2013  | 2014  | 2015  | 2016  | 2017  | 2018    | 2019    | 2020    | 2021     |
| Пассажирооборот, тыс. пасс. | 663  | ▼ 630 | ▲ 749 | ▲ 773 | ▲ 835 | ▲ 852 | ▲ 854 | ▼ 849 | ▲ 940 | ▲ 985 | ▲ 1,065 | ▲ 1,209 | ▼ 743,7 | ▲ 1069,6 |

## Принимаемые типывоздушных судов
Ан-12, Ан-24, Ан-26, Ан-28, Ан-30, Ан-32, Ан-72, Ан-74, Ан-124, Ил-62, Ил-76, Ил-86, Ил-96, Л-410, Ту-134, Ту-154, Ту-204, Ту-214, Як-40, Як-42, Airbus A319, Airbus A320, Airbus A321, Airbus A330, Airbus A350 Airbus A350 XWB Boeing 737, Boeing 747, Boeing 757, Boeing 767, Boeing 777, Bombardier CRJ, Bombardier Dash 8, Sukhoi Superjet 100 и др. типы воздушных судов, вертолёты всех типов.
Классификационное число ВПП (PCN) 43/R/A/X/T.

## Руководство

### Генеральный директор
- Никита Полонский (2012 - 2020)
- Андрей Крутцов (с 2020)

## Транспортное сообщение с Южно-Сахалинском
- Автобусы 3, 8 и 63.

## Происшествия
- 2 сентября 1964 года — катастрофа Ил-18, потерпевшего крушение при заходе на посадку. Погибшие - 87 человек.
- 18 декабря 1976 года — катастрофа самолёта Ил-14М. При заходе на посадку экипаж спрямил маршрут и, продолжая полет по ПВП, вошёл в облака над горным районом, где столкнулся с горой Острой на высоте 910 м в 12,5 км от ВПП. Место катастрофы и двое выживших пассажиров, сотрудники Сахалинского комплексного НИИ, были найдены спустя трое суток. Остальные пассажиры — два гидролога и корреспондент центрального телевидения, а также все члены экипажа, всего восемь человек,  погибли. Самолёт был оборудован для разведки рыбных косяков и ледовой разведки. Выводы комиссии, расследовавшей АП: уклонение от схемы захода и несвоевременный переход на ППП.